# جيمس نورتن
جيمس نورتن (بالإنجليزية: James Norton)‏ هو سياسي أمريكي، ولد في 8 أكتوبر 1843 في مولينز في الولايات المتحدة، وتوفي بنفس المكان في 14 أكتوبر 1920. حزبياً، نشط في الحزب الديمقراطي. وقد انتخب عضو مجلس نواب كارولاينا الجنوبية وانتخب عضو مجلس النواب الأمريكي.